# Havering
Il Borgo londinese di Havering è un borgo di Londra che si trova nella parte orientale della città, nell'Outer London.
Venne istituito nel 1965, fondendo il precedente Borgo municipale di Romford con il Distretto urbano di Hornchurch, trasferito a Londra dall'Essex.
Il capoluogo è Romford. 

## Amministrazione

### Gemellaggi
- Ludwigshafen
- Hesdin